# BSE問題
BSE問題（ビーエスイーもんだい）とは、2000年代初頭より発生した牛海綿状脳症（英語: Bovine Spongiform Encephalopathy, BSE）に関する一連の社会問題である。BSEそのものに加え、企業による牛肉偽装事件の発生も相次ぎ、畜産業や精肉店などの食肉関連産業、食品加工業や外食産業、スーパーマーケットなどの流通業、そして一般消費者を巻き込んで、食の安全が問われた一大問題となった。本項ではこれらに関する社会動向を記述する。
また、マスメディアによる過熱報道によって、日本での変異型クロイツフェルト・ヤコブ病患者は1人も出なかった（世界での日本人感染者1人のみ）にもかかわらず、BSEが発生したと報道された畜産農家や、目視検査を担当した女性獣医師など5人が自殺した。

## 概要
牛海綿状脳症 (BSE) は、伝達性海綿状脳症 (TSE) の一種で、牛に見られる疫病である。BSEは俗に「狂牛病」 (mad cow disease) と呼ばれることもある。
BSE問題は主に牛肉に関してのみクローズアップされる傾向があるが、羊やヤギ類のTSEであるスクレイピーがプリオンの起源とされる。異常プリオンは高温・高圧でないと変化せず、通常の調理方法では滅菌できないため注意が必要である。日本神経学会によるプリオン病感染予防ガイドライン（2020年版）によると完全とされる滅菌法は、焼却、90 %ギ酸で室温1時間処置、3 %SDS溶液で100 ℃3 - 5分煮沸とされている。一方、ほぼ完全な滅菌法（感染性0.1 %以下）としてオートクレーブ132 ℃1時間や1N-水酸化ナトリウム2時間或いは3 - 5 %次亜塩素酸ナトリウム2時間の処理法も存在する。したがって、BSEの原因となる異常プリオンが蓄積される『特定危険部位 (SRM) 』の確実な除去が必須である。
BSEは、主に牛などを肥育するための飼料に含まれていた肉骨粉が、異常プリオンというタンパク質に汚染されていたために水平感染したことが確認されている。同様に異常プリオンによって引き起こされる、ヒトの伝達性海綿状脳症 (TSE) であるクロイツフェルト・ヤコブ病との関連性も確認されており、特定危険部位の食品への混入や食肉の異常プリオン汚染を防ぐ対策が講じられている。
食肉への異常プリオン混入に関しては、異常プリオンが蓄積されやすい特定危険部位を除去することによって防ぐことができる。また、肉骨粉の使用・混入を禁止するなど、適切な飼料規制（フィードバン）によってもBSEの発生を防止できるため、すでに世界各国で実施されている。
これらの対策の結果、BSEが原因とされるヒトのプリオン病である、変異型クロイツフェルト・ヤコブ病 (vCJD) の発見数は減少した。しかし潜伏期間が長いvCJDは、発見から感染経路特定が困難であることもあり、長期の監視が必要であるというプリオン病専門家からの指摘もある。

なお、日本産のウシにおいては、2009年（平成21年）1月に北海道でBSE患畜（2000年生）が発見されたのを最後に、BSE患畜の発生は見られなくなった。北海道以外で生まれた牛では、2004年（平成16年）2月に神奈川県でBSE陽性とされた乳用牛（1996年生）が最後であった。

## イギリスでのBSE発生
BSEはイギリスで初めて特定され、のべ160件弱の発症報告がなされた。当初イギリス政府は牛肉との因果関係を否定していたが、後にメディア報道の活発化にともない、牛由来の物質がもっとも疑わしい旨を表明した。メディアはイギリス政府のこうした対応の不備を大きく報道した。
イギリス政府は、30か月以上の牛をすべて食用から除去するという政策を施行し、370万頭の焼却処分を余儀なくされた。2000年の欧州連合によるBSEのテストキットの認証を待ち、同月齢以上の検査サンプル数を大幅に増やして行った検査の結果、のべ178,000頭のBSEが発見された。
同時にイギリス政府は食品安全機関を組織し、正しい知識の発信と生活者の啓蒙、そしてメディアに対しては冷静な報道を要請し続けた。

## 日本のBSE問題

### 社会的影響
BSEは、2001年9月21日に千葉県で確認され、その後は北海道（同年11月21日）、神奈川県（2004年2月21日）、熊本県（同年9月13日）で確認されている。
農林水産省は2001年10月から、食用牛の全頭検査を導入するとともに、全頭検査前の国産牛肉買い取り事業を開始したが、外国産牛肉を国産と偽って国に買い取らせるなど、制度を悪用する食肉関連企業が続出し、大きな社会問題となった。
2002年1月に雪印食品による雪印牛肉偽装事件が発覚し、同年5月に同社関西ミートセンター元本部長ら5人が逮捕（のち3人が有罪判決）。雪印食品は同2002年4月に廃業解散した（精算は2005年8月）。これが最初に発覚したBSE関連の牛肉偽装事件である。
また2000年に雪印集団食中毒事件を起こしていた、親会社の雪印乳業は、雪印食品の牛肉偽装事件がとどめとなり、2003年1月に全農など農協系の支援を受けて、日本ミルクコミュニティに統合された（2011年4月、雪印メグミルクに吸収合併）。なお、集団食中毒事件の影響で、雪印食品から分社化したアクリフーズも、2003年10月にニチロ（現：マルハニチロ）に売却されている。雪印グループの一連の事件は企業の不祥事にとどまらず、創業の地である北海道内において、BSEで打撃を受けた畜産農業に追い打ちをかけた。
同2002年6月には、福岡県古賀市のハム・ソーセージ製造企業の日本食品（同年8月民事再生法適用開始）、同年7月には日本ハムの牛肉産地偽装事件が相次いで発覚し、大手食品メーカーを含む食品偽装と補助金詐欺事件の続発は社会に衝撃を与えた。
その後も、大阪市の食肉卸売業者ハンナンが巨額の補助金詐欺事件「ハンナン事件」を起こし、2004年4月に元会長の浅田満ら11人が逮捕された（のち浅田は実刑判決）。また同2004年10月にはハンナンとの結び付きが強かった名古屋市の食肉卸売業者フジチクでも牛肉偽装事件が発覚、フジチクグループの元会長が実刑判決を受けた。ハンナンとフジチクの事件は特に規模が大きく、フジチクはハンナングループから仕入れた輸入肉を混入して偽装していた。また食肉系同和団体を通した事件であることも共通しており、消費者に大きな衝撃を与えた。
BSE関連の牛肉偽装事件で相次いだ企業犯罪により、食の安全に対する国民の信頼が大きく揺らぎ、BSEそのもの以上に深刻な打撃を社会に及ぼした。
また吉野家が牛丼の販売を、2004年2月より2008年9月まで長期間に渡り販売中止するなど（詳細は吉野家#BSEによる米国産牛肉輸入停止の影響を参照）、外食産業の経営にも多大な影響が生じた。一時は全日空、日本航空など航空会社の機内サービスでも、ビーフコンソメスープの提供が中止された。
さらに報道の過熱により、BSEが発生したと報道された畜産農家や、後にBSEと判定された牛の目視検査をした獣医師が相次いで自殺し波紋を呼んだ。BSE感染を目視検査で発見することは不可能である。

### 年表
- 2001年
  - 9月 千葉県で日本国内初のBSE患畜（乳用種経産牛）が確認。
  - 10月
    - 30ヶ月齢未満の牛も含めてスクリーニング検査開始、全頭検査の開始。
    - BSE対策事業の一環として、全頭検査前の国産牛肉買い取り事業開始。
    - 牛肉骨粉の製造販売の禁止（飼料規制、フィードバン）が実施開始。
- 2002年
  - 1月 雪印食品による雪印牛肉偽装事件が発覚。
  - 4月 雪印食品が廃業解散（精算は2005年8月）
  - 6月 日本食品（福岡県古賀市）の牛肉偽装発覚（同年8月民事再生法適用開始）。
  - 7月 日本ハムが買い取り申請を取り下げた牛肉の無断焼却発覚。翌8月には牛肉偽装・隠蔽発覚。
- 2003年
  - 1月 雪印食品の親会社・雪印乳業（現：雪印メグミルク）、日本ミルクコミュニティに統合。
  - 5月 カナダでBSEの発生が確認。
  - 10月 23か月齢の去勢乳牛が8例目のBSE患畜（非定型）として確認。
  - 11月 21か月齢の去勢乳牛が9例目のBSE患畜として確認（8例目と9例目はその後伝達性は確認されず）
  - 12月 米国でBSE発生が確認され、同国からの牛肉・牛肉製品の輸入停止。
- 2004年
  - 2月
    - 本州生まれの最後のBSE患畜（10例目、乳用種経産牛）が確認。
    - 吉野家が牛丼の販売休止（2006年9月まで）

  - 4月 ハンナン事件でハンナン元会長の浅田満ら11人が逮捕。
  - 9月 熊本県の食肉加工場に持ち込まれたメスの乳牛から、九州地方では初となる国内12頭目のBSE患畜が確認。
  - 11月 フジチクと子会社のムッターハムの幹部らが逮捕。ハンナングループから仕入れた輸入肉を混入して偽装し、買い上げ申請量ではハンナンを上回っていた[3][4]。
- 2005年
  - 8月 厚生労働省の省令改正で全頭検査が廃止され、BSEスクリーンニング対象月齢が21か月齢以上になったが、都道府県の負担により全頭検査は引き続き実施（2013年2月まで）。
  - 12月 20ヶ月齢以下の牛肉に関し、米国・カナダからの輸入再開。
- 2006年
  - 1月 米国から輸入された牛肉に脊柱の混入が確認されたため、米国からの輸入再停止。[5]
  - 3月 長崎県壱岐市で、国内初の肉用牛でのBSE患畜牛が確認（国内24頭目。黒毛和種、15歳1か月、181ヶ月齢）。従来の感染例はすべて乳牛だった（陽性牛の詳細は外部リンクの「BSE患畜」参照）
  - 4月 本州で肥育された最後の患畜（25例目、乳用種経産牛）が確認。これ以降は北海道以外でのBSE患畜の発生はなし。
  - 7月 米国産牛肉の輸入が再々開。消費者団体・マスコミ・一部の学者が輸入再々開の反対を唱える。
- 2007年
  - 5月 米国がいわゆる準清浄国として「BSEリスクが管理されている国」に国際獣疫事務局 (OIE) で認定。
- 2009年
  - 1月
    - 日本最後のBSE患畜（国内36頭目）が確認。
    - EU15（EU創設メンバーの国）で、BSEスクリーニング対象月齢を30カ月齢以上から48カ月齢以上に緩和。

  - 5月 日本が準清浄国「BSEリスクが管理されている国」としてOIE総会で認定。
  - 7月 EU15が、BSEスクリーニング対象月齢を72か月齢以上に緩和。BSE検査を実施している国はEUと日本（20か月齢超）のみ（2013年現在）。
- 2013年
  - 2月 厚生労働省が、米国・カナダ・フランス・オランダの牛肉の輸入月齢条件を30か月以下に緩和と発表。
  - 5月 OIE総会において、日本がオーストラリアやニュージーランドなどと同格の「BSEのリスクを無視できる国」（いわゆる清浄国）に認定。
  - 7月 2005年8月から継続された都道府県負担の全頭検査は、6月末に千葉県を最後に全都道府県で終了。7月からは厚生労働省の指針に従い、48ヶ月齢超を全頭検査とする[6]。

### 推移
日本で確認されたBSEのうち、8頭目と9頭目は、異常プリオンの蓄積量が迅速検査の検出限界であろうという24か月齢以下の牛であった。なお、メディアによる報道は、「24か月以下の牛には異常プリオンが蓄積されない」と言い換えられているため、検出限界と病気の如何について誤解が生活者に浸透している。また、牛がいつ感染したのか分からないことと、感染後の蓄積のスピードには個体差があるであろうことから、同一の検出限界のキットを使用しても感染を確認できる牛の月齢分布は正規分布になる事はあり得ない。よって、24か月が検出限界であるというのは経験則であり、統計学な根拠があるわけではない。従って、24か月未満で発見されることは、その牛の個体差などを示しているにすぎない問題である。
また、8例目の異常プリオンの型（日本では2次確定検査に使われるウェスタンブロット法によって得られるタンパク質の分散型のこと）は、BSE特有の型にも当てはまらない型であったため、新しいタイプのBSE（非定型BSE)として考えられている。平成19年5月、厚生労働省の研究班（主任研究者＝佐多徹太郎・国立感染症研究所感染病理部長、担当研究者＝横山隆・動物衛生研究所プリオン病研究チーム長など）は、21か月、23か月齢（8例目）でBSEと判定された牛からは感染性を確認できなかったという中間報告を発表し、その後「最終的に感染性は確認できなかった」と報告された。検出限界を下回る21か月、23か月齢でのBSE判定に関しては、以前より日本国内はもとより海外の専門家の間では疑問視する声が上がっており、感染性を確認出来なかった事実は「BSE判定の失誤」との指摘を裏付けることとなった。
一方、2007年8月25日、国内2例目の非定型BSE感染牛（生後14年1か月＝169か月齢）ではマウスに感染することが、動物衛生研究所・プリオン病研究センターなどの研究チームが確認された。2007年現在の迅速検査によってぎりぎり発見される定形型BSE牛や、8例目で発見された非定型異常プリオンの場合には、人間に対して危険性のないことが示唆された。なお、23か月齢（8例目）、21か月（9例目）でBSEと判定された結果、当時専門家により妥当と考えられていた30か月齢超の牛のBSE検査基準を、世界で最も厳しい20か月齢（検出限界以下）まで押し下げる結果となり、科学的に根拠が疑問視される全頭検査が続くこととなった。なお過去に大規模なBSE患畜の発生をみたヨーロッパは、2011年7月に検査月齢を72か月齢まで緩和した。
2013年1月現在、世界でBSE検査を実施している国は、日本（20か月齢だが全頭検査実施中）とEU（72か月齢）となっている。

## 米国のBSE問題

### 米国での1例目発生
米国のアン・ベネマン農務省長官は2003年12月23日夕刻（日本時間12月24日午前）の記者会見で、ワシントン州で飼育されたホルスタイン種の牛一頭が、検査の結果 BSE に陽性とみられる反応を示したことを明らかにした。また、感染したとみられる牛の脳組織サンプル（検体）をイギリスの研究所ウェイブリッジ中央獣医学研究所に送り再検査による確認を求めた、とも述べた。
問題の牛は1999年に生まれ、ワシントン州西部のヤキマ郡マブトンの大規模酪農場で育ったものとされている。2003年12月9日、食肉処理場に運ばれる際に歩行困難の症状が見られたため、念のため脳組織の検体を12月11日アイオワ州エイムズ市の国立獣医学情報研究所（National Animal Disease Center、国立獣医療研究所とも）に送り、BSE 検査を二回にわたって実施した結果、二回とも陽性の反応を示し、12月22日に発覚したとされる。ベネマン農務省長官は「この牛とともに飼育されていた4,000頭の牛はただちに隔離された」とも述べた。
米国農務省は2003年12月25日（日本時間は12月26日）、緊急記者会見を開き、イギリス（ウェイブリッジ獣医学研究所）は、米国農務省がおこなった第2次検査結果の結果と評価に対して同意していた旨を発表した。そして「米国初のBSEであるという米国農務省の判断は〔同研究所の再確認検査結果で確定されるが〕これが覆ることはまずないであろう」と言明（なお、同研究所にはこの時まだ、サンプルは届いていなかった。サンプルは翌日に到着が確認され、再確認検査が行われたはずである。）これによって BSE の発生は事実上確定と見なされた。

### 米国でのBSE発生への日本と各国の対応
2003年12月23日、米国内で BSE の疑いを受けた牛が発見されたと発表されたため、日本と韓国は直ちに今後の状況が判明するまでの間、当面の米国産牛肉輸入差し止め措置を取った。世界最大の牛肉生産国である米国に対し、牛肉輸入量で第1位と第3位を占めるといわれる日本と韓国の輸入停止により、米国経済・国際経済に与える影響は、きわめて大きくなることが予測された。
厚生労働省は、第三者機関による検査結果を待つことなく、米国農務省の独自の検査結果評価への第三者機関の同意をもって、食品衛生法第5条第2項に基づき米国産の牛肉と牛肉加工品について輸入の禁止を正式に決定した。
翌12月24日（日本時間12月25日）朝までの間に、日本と韓国に続き、メキシコ（輸入量第2位）、ロシア、ブラジル、オーストラリア、台湾、シンガポール、タイ、マレーシア、チリ、コロンビアそして香港が相次いで輸入差し止めあるいは一時輸入差し止めを決めた。この時点で、輸入差し止め措置を行なった国は少なくとも12か国と1地域となり、その合計は米国の牛肉輸出量全体の7割に及ぶ。ちなみに、欧州連合は牛の成長ホルモン（成長促進剤）投与をめぐってすでに輸入を禁止していた。
日本国内の報道によれば、農林水産省と厚生労働省は同日午前中に米国産牛肉と牛肉加工品、生体牛の輸入を一時的に取りやめとし、輸入に必要とされる動物検疫所の輸入検疫証明書発行も停止。その日のうちに BSE 対策本部（本部長・金田英行農水副大臣）を設置した。
国内の外食産業やスーパーなど牛肉を取り扱う企業は、終日今後の対応に追われた。日本子孫基金の小若順一事務局長は毎日新聞のインタビュー取材に応え、「米国は BSE は出ないという大前提に立ち、欧州並みの対策すら取ってこなかった」ことを挙げて米国の対応を批判、米国での BSE 発生に違和感を覚えないと述べ、さらにオーストラリア産牛肉など、安全上比較的リスクの少ない市場へシフトしてこなかった企業の対応を批判した。
また、亀井善之農水相は25日午前の記者会見で、（ウェイブリッジ獣医学研究所による検査の）結果次第と条件をつけながらも、米国に対し牛の全頭検査を求めたいと言明した。
日本では2001年10月から、病死・事故死も含め、すべての牛を検査する全頭検査 (blanket testing) を実施してきた。のみならず、2003年6月4日に成立し、6月11日公布、12月1日に施行された「牛の個体識別のための情報の管理及び伝達に関する特別措置法」（牛肉トレーサビリティ法、あるいは牛肉履歴管理法とも呼ぶ）によって、すべての牛に個体識別番号を付けることを罰則つきで義務づけ、識別番号をインターネットで検索すれば「出生年月日」「雌雄の別」「母牛の個体識別番号」「飼養施設の所在地」「牛の種別」など牛の個体がたどった履歴を調べることができるようになっている。これは世界でもっとも厳格な牛の個体管理であるといわれている。
2003年12月25日に行なわれた記者会見で福田康夫官房長官が「〔米国で〕全頭検査をしなくても納得いく状況があれば、〔日本への輸入を〕認めなければいけない状況もあるかもしれない」と述べた発言は、全頭検査なしで輸入解禁を容認するもので、関連業界や酪農団体などからダブルスタンダード（二重基準）だと批判する声が上がっているという報道もあった。実際、日本は2003年5月からカナダからの牛肉輸入を禁止している。このときにカナダ当局へ要求した全頭検査が受け容れられなかったことが、禁輸の理由とされていたからである。
なお、米国からの輸入を停止していたメキシコは2004年3月に輸入再開を決定。台湾は2005年3月、輸入再開を決定し、2005年4月に輸入を再開した。

### 米国での2例目発生
米国農務省のマイク・ジョハンズ長官は記者会見で2005年6月24日（現地時間）、BSEが疑われる八歳牛一頭から採取した試料を、イギリスの国立ウェイブリッジ獣医学研究所の再検査結果が最終的にBSEであると確認診断したことにより、陽性だったと発表した。

再検査を実施したのは、農務省が免疫組織化学法 (IHC) で陰性であったと結論付けたことに対し、農務省監査局が再検査を指示したため。
米国農務省は問題となった牛についての情報をほとんど公開していない。テキサス州産牛だという報道もあるが、農務省はこれを肯定も否定もしなかった。

農務省動植物保健検査局の責任者ロン・ダヘイヴン（Ron DeHaven、主任獣医官）はシカゴ商業取引所でのパネルディスカッションにおいて、問題の牛はペットフード加工工場で見つかったと述べ、また6月27日付ウォールストリート・ジャーナルは、2004年11月にテキサス州の工場でペットフード用に加工処理された雌牛だと指摘する「政府の誤診で消費者への警告が七カ月遅れた」と表題をつけた記事を掲載した。
これによって農務省が正式にBSE牛であると確認したのは、2003年12月に次ぐ2例目となる。前回のカナダからの輸入牛と違い、ジョハンズ長官は「現時点では輸入されたという根拠は何もない」と明言したため、この発言が正しければ初の米国産陽性牛となる。長官は同時に、免疫組織化学法で陰性の結果となり、検査法によって異なった結果が出たことから、今後は免疫組織化学法 (IHC) に加え、日本政府がこれまで併用を強く要請してきたウエスタンブロット法を併用する方針を明らかにした。
台湾の食物衛生関連部局は同年6月25日、4月に解禁していた米国産牛・牛肉関連製品輸入を、再禁止する方針を発表した。

### 米国での2例目BSE発生への日本の対応
2頭目陽性牛の発覚によって、米国の検査体制・検査方法に対する信頼は低下し、日本への牛肉輸出再開は遅れる可能性が高まった。日本では全頭検査によって、国内で陽性牛が発見された直後の2001年10月以来、450万頭以上とされるすべての国産牛を対象に検査した結果、20頭の陽性牛を発見（2005年6月現在）してきたのに対し、米国では2004年6月から開始した検査で、約38万頭から1頭の陽性牛を確認したに過ぎず、米国の検査体制の脆弱さを指摘する専門家が少なくなかった。また、国立精神・神経センター武蔵病院の神経内科医師・池田正行ら専門家の中には、全頭検査を実施しても、現行の検査精度は不十分で「検査をすり抜ける陽性牛が存在する」とする主張もある。
全国消費者団体連絡会（略称: 全国消団連）事務局長の神田敏子は、2005年6月25日にNHKの取材に答え「〔安全性に〕疑いがあれば、米国産牛を輸入することになっても消費者として買うことはできない」と述べ、毎日新聞記者・望月靖祥の取材に対し、今回の事態について「米国の検査体制などは日本に比べて不完全なので、（2頭目の発生は）予想通り。内閣府食品安全委員会は外圧に負けず、しっかりと審議してほしい」と述べている。
参議院農林水産委員会は6月27日、集中審議の結果、北米産牛肉の輸入再開では国民の理解が得られるよう配慮するなど政府として万全の措置を講ずべきだとする決議を全会一致で採決した。一方、内閣官房長官・細田博之は6月28日、輸入再開に関し「BSE問題が発生する前の牛なので、（陽性となる）可能性があることは（米国政府によって）認められている。（輸入再開）基準でさまざまな考え方を確定しているので、（輸入再開問題に）直接には影響しない」と述べた。
多くのマスコミは、アメリカ合衆国での検査体制に疑問を呈したが、読売新聞だけはアメリカからの輸入再開に積極的で、社説で日本の基準を国際基準程度に緩和するよう訴えた。

## 諸外国BSE発生状況
- 2006年1月23日、カナダ食品検査局は、アルバータ州で死亡した牛が、BSEに感染していたことが確認されたと発表した。同国では、2003年5月に発生してから4例目になる。今回確認された感染牛は同州で生まれた6歳牛。日本の牛肉輸入再開の対象外。

## 略年表
- 1986年 イギリスで初のBSE症例を発見
- 1993年 イギリスで初の新変異型クロイツフェルト・ヤコブ病症例
- 2001年9月10日 千葉県で日本初のBSE症例
  - 21日 日本初の症例がBSEであると確定診断
- 2001年10月18日 出荷牛の全頭検査を開始
- 2003年7月10日 食品安全委員会を内閣府に設置
- 2003年12月9日 米国初のBSE症例（カナダ産牛）
  - 23日 米農務省長官、BSE症例を公表
  - 24日 日本、牛肉輸入差し止め
  - 25日 アメリカ合衆国農務省、初の症例がBSEに確定診断されたと発表
  - 26日 日本、牛肉輸入禁止を正式決定
  - 26日 中国、牛肉輸入禁止を正式決定
  - 27日 韓国、牛肉輸入禁止を正式決定
- 2004年4月1日 トレーサビリティ法施行
- 2005年2月4日 日本で初の新変異型クロイツフェルト・ヤコブ病確定症例を確認、同日厚生労働省が公表
- 2005年3月28日 食品安全委員会プリオン専門調査会、全頭検査の解除を決定
- 2005年5月6日 食品安全委員会、プリオン専門調査会の全頭検査解除を承認
  - 中旬頃 全自治体がBSE全頭検査の継続を決め、報道される
  - 24日 厚生労働省と農林水産省、食品安全委員会に牛肉輸入再開条件を諮問
  - 27日 国際獣疫事務局 (OIE: Office International des Epizooties、英語: World Organisation for Animal Health) が年次総会で、BSE安全基準を緩和する決議を採択。OIEの安全基準は輸出入する二国間の合意を拘束する強制力は持たないものの、米国がOIEの安全基準を盾に日米二国間交渉で緩和を迫るか、あるいは世界貿易機関への提訴を懸念する指摘もある。決議内容の骨子は次の通り、
    1. 特定危険部位, Specific Risk Materialを除去した骨なし牛肉は、いかなる月齢でも無条件で輸出入を認める。
    2. 特定危険部位の除去を必要とする月齢を従来の12か月齢から30か月齢に緩和する。
- 2005年6月24日 米国農務省、米国2例目がBSEに確定診断されたと発表（初の米国産牛）
- 2005年10月4日 プリオン専門調査会、「輸入を再開してもBSEの汚染の可能性は非常に低い」との見解を発表。この日までの死者108名（死因確定数）または151名（推定含む）。
  - 24日 プリオン専門調査会、答申原案「生後20カ月以下の若齢牛に限定し、脳やせき髄などの特定危険部位を除去するなどの条件が順守されれば、日本産牛肉と比べリスクの差は非常に小さい」（要旨）を呈示
  - 26日 アメリカ合衆国上院、日本が12月15日までに牛肉輸入再開しなければ、対日報復関税による経済制裁を発動する法案を上程
- 2005年11月2日（現地時間） アメリカ合衆国農務長官マイク・ジョハンズはアメリカ合衆国下院農業委員会公聴会後の記者会見で、日本の輸入再開の見通しを前提に、30カ月齢以下についても輸入を認めるよう日本国政府に要求する方針を明らかにした。
- 2005年11月19日 訪韓中の首相・小泉純一郎はカナダのマーティン首相との会談で、米国産牛肉の輸入再開に関連して「カナダ産を対等に扱う」と明言、カナダ産牛肉輸入再開を示唆した。
- 2005年12月12日 日本国政府が米国・カナダ産牛肉の禁輸措置を、月齢20か月以下に限定して正式解除。

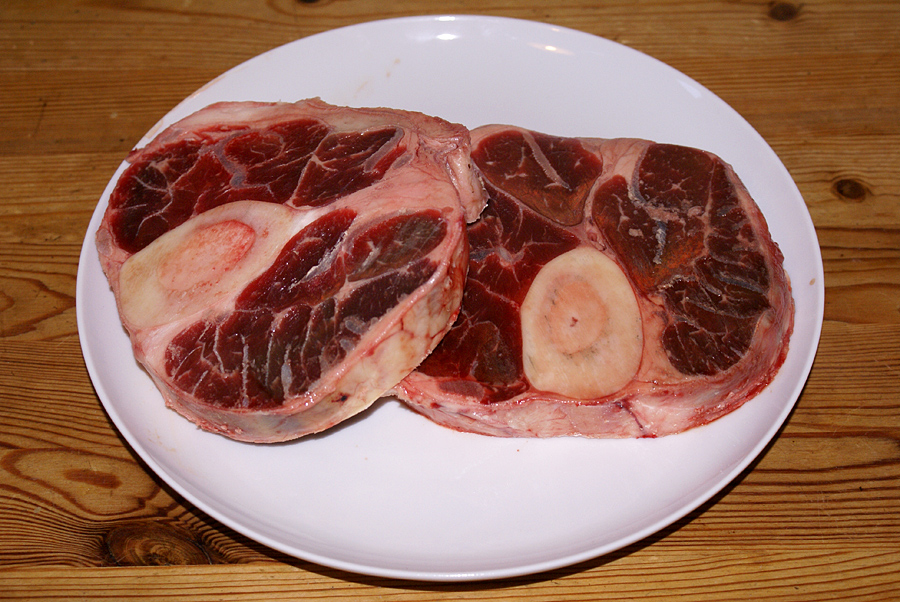
Vealの写真（参考）

- 2006年1月20日 日本の外資系商社の注文により、米国から輸入されたVeal（月齢4カ月半の仔牛肉 アメリカではBeef（日本語訳牛肉）ではない）に特定危険部位である脊柱が混入していたことが検疫で発覚したため、農林水産大臣中川昭一は、アメリカ合衆国連邦政府から報告があるまでの期間、内閣総理大臣小泉純一郎の了承を得て米国産牛肉（英訳、Beef（ビーフ））輸入全面停止を決定。日本国内の米国産牛肉取扱店では再度の撤去が始まった。また、これを受けてアメリカ合衆国では、アメリカ合衆国農務省による加工業者への再検査を開始した。業者側からは、業者単位での問題であるのに、全米規模で一律に規制されるということへの不満が巻き起こった。また、農務長官マイク・ジョハンズは声明を発表し「食品安全の問題ではないが、（脊柱混入は）われわれが日本との合意に従うことを怠ったものであり、容認し難い失策 (an unacceptable failure) である」と述べた[7][8]。
- 2006年4月8日 香港でアメリカから輸入された輸入牛肉に特定危険部位ではないが輸入条件「骨なし肉」、「骨抜き肉」に反する腰椎の横突起の骨片が混入していたことが発覚。香港ではこの牛肉を輸出した業者からの牛肉輸入禁止措置を執った。
- 2008年4月21日 吉野家の日本の加工工場において、米国産牛肉700箱中1箱から特定危険部位の脊柱が混入していた腰部の肉が発見された。（吉野家項参照の事）
- 2009年1月27日 日本赤十字社は、英国に1980年から1996年の間、通算1か月（31日）以上の滞在歴のある者、もしくは英国に1997年から2004年の間、通算1か月（31日）以上の滞在歴のある者は献血制限として献血協力が出来ないと発表。
- 2010年12月 ブラジル初のBSE症例（2012年12月7日ブラジル政府がOIEに通知、12月8日OIEが公表）[9]。
  - 2012年12月8日 日本、牛肉輸入禁止を正式決定

（注）特に注記がない限り、日付は現地時間。
- 2013年2月1日 日本国政府が、米国産牛肉の輸入規制を、牛の月齢で「20か月以下」から「30か月以下」に緩和する改正通知を、厚生労働省検疫所所長に出す。カナダとフランスからの輸入も「30か月以下」とし、オランダは同国の意向で「12か月以下」とした。フランスとオランダについては、日本はこれまで輸入を認めていなかった[10]。

## BSE関連リスク評価基準
主なものとして、以下があげられる。
国際獣疫事務局 (OIE, Office International des Epizooties) のTerrestrial Animal Health Code
OIE基準ではそれまで5段階だったリスク評価を2006年5月より3段階（無視できるリスク国・管理されたリスク国・不明のリスク国）に変更。日本はパリで開催されたOIE総会（2010年5月24日～29日）において「管理されたリスク国」に認定された。その後、2013年5月に開催されたOIE総会において「無視できるリスク国」に認定された。
欧州食品安全機関 (EFSA, European Food Safety Authority) のGBR (Geographical BSE Risk) 
EFSAのGBR基準では4段階からなるリスク評価となっている。EFSAの前身であるSSCの2002年1月の文書によると日本はGBRレベルIIIとされているが、正式な評価は行われておらず、評価は凍結中とも書かれている。

## 米国の代替輸出国
BSE問題により米国、カナダ産の牛肉が市場で取引されなくなると、代わってブラジル、オーストラリア産の牛肉が取引されるようになった。これにより、日本ではオーストラリア産牛肉の取引量急増によるセーフガードの発動が行われた。
ブラジルについては、牛肉需要が急増した結果、アマゾン川流域の熱帯雨林の伐採、牧場地獲得のための殺人事件などが頻発するようになった。また、ブラジルは口蹄疫の発生国であるため生鮮牛肉の輸入は認めていない。その後ブラジルでも、2012年12月8日にBSEの発生が発覚し、全面輸入禁止となった。